# Цецерский, Ян
Ян Цецерский (пол. Jan Ciecierski; 8 марта 1899 — 20 февраля 1987) — польский актёр театра, кино, радио и телевидения.

## Биография
Ян Цецерский родился в Варшаве. В 1927 году окончил театральное отделение Варшавской консерватории. Дебютировал в театре в 1926, в кино в 1938 году. Актёр театров в Катовице, Варшаве, Вильнюсе и Кракове. Выступал в телеспектаклях в 1960—1981 годах и в радиопередачах «Польского радио». В роли Юзефа Матысяка в «радиоповести» о рабочей семье Матысяков, которая еженедельно имела продолжение, он выступал с 1956 по 1987 год. Умер в Варшаве.

## Избранная фильмография
- 1937 — Улан князя Юзефа / Ułan Księcia Józefa
- 1938 — Девушка ищет любви / Dziewczyna szuka miłości
- 1938 — Счастливое тринадцатое / Szczęśliwa trzynastka
- 1938 — Граница / Granica
- 1939 — Гений сцены / Geniusz sceny
- 1939 — Руковожу здесь я / Ja tu rządzę
- 1949 — За вами пойдут другие… / Za wami pójdą inni...
- 1949 — Чёртово ущелье / Czarci żleb
- 1951 — Варшавская премьера / Warszawska premiera
- 1952 — Первые дни / Pierwsze dni
- 1952 — Юность Шопена / Młodość Chopina
- 1953 — Солдат Победы / Żołnierz zwycięstwa
- 1954 — Автобус отходит в 6.20 / Autobus odjeżdża 6.20
- 1955 — Атлантическая повесть / Opowieść atlantycka
- 1955 — Подгале в огне / Podhale w ogniu
- 1956 — Три женщины / Trzy kobiety
- 1956 — Дело пилота Мареша / Sprawa pilota Maresza
- 1958 — Пепел и алмаз / Popiół i diament
- 1959 — Скандал из-за Баси / Awantura o Basię
- 1961 — Самсон / Samson
- 1963 — Почтенные грехи / Zacne grzechy
- 1966 — Ад и небо / Piekło i niebo
- 1966 — Домашняя война / Wojna domowa (только в 13-й серии)
- 1967 — Ставка больше, чем жизнь / Stawka większa niż życie (только в 8-й серии)
- 1969 — Новый / Nowy
- 1970 — Романтики / Romantyczni
- 1973 — Большая любовь Бальзака / Wielka miłość Balzaka
- 1974 — Самый важный день жизни / Najważniejszy dzień życia
- 1975 — Казимир Великий / Kazimierz Wielki
- 1977 — Кукла / Lalka
- 1978 — Роман Терезы Хеннерт / Romans Teresy Hennert
- 1978 — Провинциальные актёры / Aktorzy prowincjonalni
- 1979 — Дирижёр / Dyrygent
- 1980 — Королева Бона / Królowa Bona (только в 12-й серии)
- 1981 — Доложи, 07 / 07 zgłoś się (только в 11-й серии)

## Признание
- 1952 — Приз за роль Блажея Плевы в фильме «Первые дни» — VII Кинофестиваль в Карловых Варах.
- 1952 — Государственная премия ПНР 2-й степени за роль Блажея Плевы в фильме «Первые дни».
- 1954 — Кавалерский крест Ордена Возрождения Польши.
- 1966 — Нагрудный знак 1000-летия польского государства.
- 1978 — Награда председателя «Комитета в дела радио и телевидение» 1-й степени за радио- и телевизионное творчество.
- 1979 — Орден «Знамя Труда» 1-й степени.
- 1982 — Награда председателя «Комитета в дела радио и телевидение» 1-й степени за роль Юзефа Матысяка в «радиоповести».